# Церковь Зосимы и Савватия на Горке (Каргополь)
Це́рковь Зоси́мы и Савва́тия на Горке́ — недействующий православный храм в городе Каргополе Архангельской области.

## История
Начала строиться в южной части города в 1814 году иждивением петербургского купца, выходца из Каргополя, Степана Копосова. Эта церковь была одной из самых богатых в городе благодаря тому, что владела значительными лесными угодьями.
Освящена в честь Соловецких святых Зосимы и Савватия в 1819 году.
С начала 1980-х годов находится в составе Каргопольского историко-архитектурного и художественного музея-заповедника.
В настоящее время в здании церкви находится концертно-выставочный зал. Выставка представляет памятники церковного искусства Каргополья XVI—XVIII вв., в том числе резные деревянные лики святых (среди них Николай Можайский). По православным праздникам здесь проходят концерты музейного хора духовной музыки «Светилен».

## Архитектура и убранство
Классический стиль и округлый купол напоминают романский замок или грандиозное сельское поместье.